# Nabis plicatulus
Nabis plicatulus là một loại rệp ở họ Nabidae. Nó được phát hiện tại Marquesas.